# David Nicolle

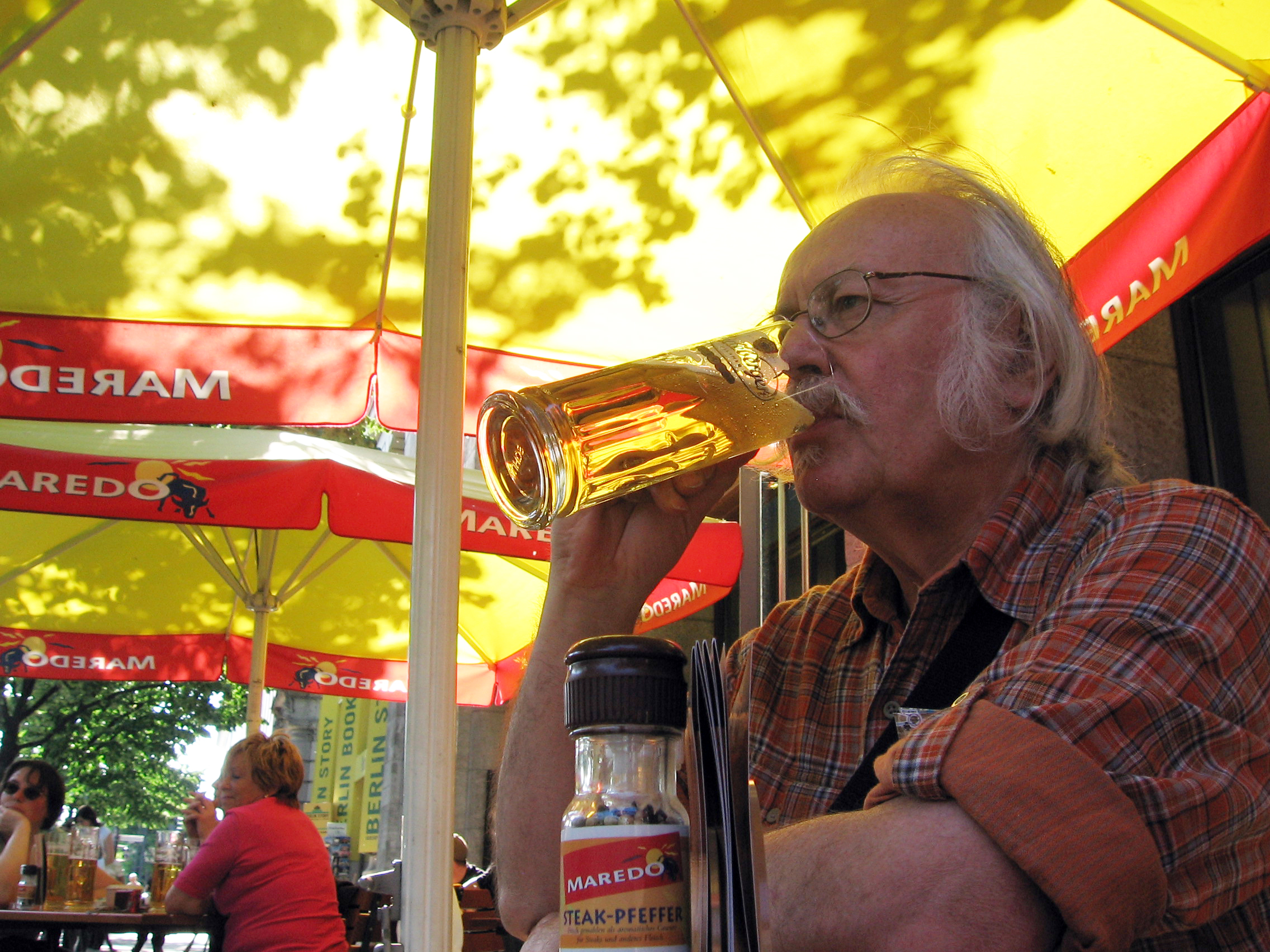
David Nicolle in Berlin 2011

David Nicolle (* 4. April 1944 in London, Vereinigtes Königreich) ist ein britischer Historiker, der sich auf die Militärgeschichte des Mittelalters, besonders auf die des Nahen Ostens, spezialisiert hat.

## Leben
Nicolle arbeitete für den Arabischen Dienst des BBC, bevor er seinen Abschluss als Master of Arts (MA) an der Londoner School of Oriental and African Studies machte. Er promovierte an der Edinburgh University. Er war Dozent für Welt- und Islamische Architektur an der Yarmouk University in Irbid, Jordanien.
Seit den 1980er Jahren hat Nicolle neben anderem Dutzende von reichbebilderten, oft in Serien aufgelegten Büchern über die Militärgeschichte der gesamten Welt geschrieben. Diese Werke wurden zum Teil mit anderen Wissenschaftlern erstellt und in mehreren Ländern übersetzt mit großem Erfolg verlegt.
Nicolle ist seit 1976 mit der US-Amerikanerin Colette Giroux verheiratet. Das Paar hat einen Sohn und eine Tochter. Nicolle lebt und arbeitet heute (2016) in Woodhouse Eaves in der Grafschaft Leicestershire.

## Veröffentlichungen
- Early Medieval Islamic Arms and Armour. Instituto de Estudios sobre armas antiguas, Jarandilla, Cáceres, Spanien 1976.
- Islamische Waffen. Verlag für Sammler, Graz 1981, ISBN 3-85365-049-X.
- The Armies of Islam. Osprey Publishing, London 1982, ISBN 0-85045-448-4.
  - Die Armeen des Islam, 7. bis 11. Jahrhundert. Brandenburgisches Verlagshaus, Königswinter 2014, ISBN 978-3-943883-05-3.
- Armies of the Ottoman Turks 1300–1774. Osprey Publishing, London 1983, ISBN 0-85045-511-1.
- Arms and Armour of the Crusading Era 1050–1350. Vol. 1: Commentary, und Vol. 2: Illustrations. Kraus International Publications, White Plains, New York 1988, ISBN 0-527-67128-2.
- Henry V and the conquest of France: 1416–1453. Osprey Publishing, Botley, Oxfordshire 1988.
- Hattin 1187: Saladin’s Greatest Victory. Osprey Publishing, Oxford, England 1993, ISBN 1-85532-284-6. (Praeger Illustrated Military History Series, Westport 2005, ISBN 0-275-98840-6)
- The history of Medieval Life. Hamlyn, 1997.
  - deutsch: Leben im Mittelalter: 1100–1500. Tosa-Verlag, Wien 2000, ISBN 3-85492-171-3.
- Constantinople 1453. The End of Byzantium. Osprey Publishing, Elms Court, England 2000, ISBN 1-84176-091-9. (Praeger, Westport, Connecticut, USA 2005, ISBN 0-275-98856-2)
- French Armies of the Hundred Years’ War. Osprey Publishing, Botley, Oxfordshire, 2000, ISBN 1-85532-710-4.
- Knight Hospitaller. Illustriert von Christa Hook. Vol. 1: 1100–1306 und Vol. 2: 1306–1556. Osprey Publishing, Botley, Oxfordshire 2001.
  - deutsch: Die Ritter des Johanniter Ordens: 1100–1565. Siegler, St. Augustin 2004, ISBN 3-87748-637-1.
- mit Ian Heath und Angus McBride: Wikinger und Normannen. Siegler, St. Augustin 2003, ISBN 3-87748-630-4.
- Poitiers 1356: The Capture of a King. Osprey Publishing, Botley, Oxfordshire 2004, ISBN 1-84176-516-3.
- Crecy 1346: Triumph of the Longbow. Greenwood Press, 2005, ISBN 0-275-98843-0.
- Die Armeen des Hundertjährigen Krieges: 1337–1453. Teil 1: Französische Armeen des Hundertjährigen Krieges und Teil 2: Die Armeen Heinrichs V. und die Eroberung Frankreichs. Siegler Verlag, St. Augustin 2005, ISBN 3-87748-645-2.
- Crusader Castles in the Holy Land 1192–1302. Osprey Publishing, Botley, Oxfordshire 2005, ISBN 1-84176-827-8.
- Crusader Castles in Cyprus, Greece and the Aegean 1191–1571. Osprey Publishing, Oxford 2007, ISBN 978-1-84176-976-9.
- The Ottomans. Empire of Faith. Thalamus Publishing, Ludlow, Shropshire, England 2008, ISBN 978-1-902886-11-4.
  - deutsch: Die Osmanen. 600 Jahre islamisches Weltreich. Tosa Verlag, Wien 2008, ISBN 978-3-85003-219-3.
- mit Terence Wise: Saladin und die Sarazenen. Lempertz, Königswinter 2008, ISBN 978-3-939908-61-6.
- Saracen Strongholds AD 630–1050. The Middle East and Central Asia. Osprey Publishing, Oxford 2008, ISBN 978-1-84603-115-1.
- mit Terence Wise: Die Kreuzritter. Lempertz, Königswinter 2009, ISBN 978-3-939908-79-1.
- The Fall of English France, 1449–53. Osprey Publishing, Oxford, England 2012, ISBN 978-1-84908-616-5.
- Der erste Kreuzzug 1096–99. Lempertz, Königswinter 2013, ISBN 978-3-939284-43-7.
- The Conquest of Saxony AD 782–785. Charlemagne’s Defeat of Widukind of Westphalia. Osprey Publishing, Oxford, England 2014, ISBN 978-1-78200-825-5.